# Topologija prostora
Topologija prostora je v matematiki družina vseh odprtih množic v danem topološkem prostoru. Topologija prostora določa osnovne lastnosti prostora.

## Definicija topologije
Topologija danega prostora X je množica, ki ima za elemente takšne podmnožice prostora X, da veljajo naslednji aksiomi:
- Prazna množica in celotna množica X sta elementa topologije.
- Unija poljubnega števila (lahko tudi neskončno mnogo) elementov topologije je spet element topologije.
- Presek končnega števila elementov topologije je spet element topologije.

Element topologije imenujemo odprte množice. 
Komplemente odprtih množic imenujemo zaprte množice. Nekatere množice so lahko tudi odprte in zaprte hkrati (zgled je npr. kar celotna množica X).
Poudariti velja, da v abstraktni matematiki pojmov odprta množica in zaprta množica ne definiramo z izplonjevanjem nekega kriterija odprtosti oz. zaprtosti. Topološka struktura je definirana povsem na splošno, zadostuje le izpolnjevanje zgoraj zapisanih pogojev.